# Linda Cracknell
Linda Cracknell (* Nizozemsko) je skotskou spisovatelkou a učitelkou. Vyrůstala na jihu Anglie, ale od roku 1990 žije v Perthshiru ve Skotsku. Pracovala v rozvojových zemích pro organizaci WWF, učila angličtinu na Zanzibaru. V roce 1998 vyhrála spisovatelskou soutěž a ihned poté vydala sbírku Life Drawing. V roce 2013 vydala první román s názvem Call of the Undertow, její tvorba je ale zaměřená i na rádiovou tvorbu (pro BBC Scotland a BBC Radio 4), beletrii či naučnou literaturu. V současné době učí tvůrčí psaní ve Skotsku i zahraničí, píše divadelní hry.  
V roce 2014 se autorka zúčastnila literárního festivalu Měsíc autorského čtení, který je pořádaný brněnským nakladatelstvím a agenturou Větrné mlýny. Tato agentura natočila pro Českou televizi cyklus “Skotská čítanka – Don’t Worry – Be Scottish”; díl s Lindou Cracknell režíroval Robert Sedláček. Záznam z autorčina čtení je možné zhlédnout zde.

## Díla
- Life Drawing (2000)
- The Searching Glance (2008)
- A Wilder Vein (2009)
- Wee green fingers fun pack
- Call of the Undertow (2013)
- Doubling Back - Ten paths trodden in memory (2014)

### Antologie a příběhy v časopisech
- The Last Tweed
- The Lost Son
- Turning Soft
- The Roost
- Breathing common air
- The Healing Vein